# 中暑
中暑（heat illness），直译名称热致疾病，是因在高温中曝露过久，导致热平衡和（或）水盐代谢紊乱而引起的以中枢神经系统和（或）心血管障碍为主要表现的急性疾病。在广义定义上，中暑包含了中暑先兆、轻症中暑、重症中暑；重症中暑又可再细分为热射病（包括日射病）、热痉挛、热衰竭三型，或出现混合型。

## 致病机制
中暑是由急性热应激（heat stress）引起的体温调节机能障碍的急性中枢神经系统疾病，且属于一种热相关疾病（heat-related illness），与发热性疾病（febrile disease）不同；前者是体温调节中枢失调控或调节障碍所引起的被动体温升高，后者则是在致热原作用下，体温调节中枢的调定点上移而引起的主动调节性体温升高。

## 情況
中暑通常是受室外的空氣的高溫多濕或陽光過久直接照射人體等造成體溫不正常上升所引起的症狀或疾病。通常引致中暑的情況很多，可能是環境溫度高而導致中暑，亦可能是病患自身體溫過高，或是長期暴曬的情況。中暑也有可能因天氣熱而致流汗多，並出現脫水而令身體無法反應所致。中暑通常都會發生於夏天。

## 症狀
|      | 熱失神 | 熱疲勞 | 熱痙攣 | 熱射病   |
| ---- | ------ | ------ | ------ | -------- |
| 意識 | 消失   | 正常   | 正常   | 高度障礙 |
| 體溫 | 正常   | ～39℃  | 正常   | 40℃以上  |
| 皮膚 | 正常   | 冷     | 正常   | 高溫     |
| 流汗 | （＋） | （＋） | （＋） | （－）   |

### 熱失神
原因
在直射日光下長時間照射的情況下睡醒。由於流汗引致的脫水和末端血管的擴張，全身的血液循環降低而導致。
症狀
意識在突然之間消失。體溫比平常的高，明顯地流汗，脈搏呈現徐脈（緩慢的脈搏）。
治療方法
進行輸液及冷卻療法。

### 熱疲勞
原因
水分和鹽分的補給趕不上大量的流汗，形成了脫水症狀的時候發生。
症狀
有各樣的症狀，例如：直腸溫上升至39℃、皮膚寒冷、明顯地流汗等。
治療方法
進行輸液及冷卻療法。

### 熱痙攣
原因
大量流汗後只補充水分，但鹽分和礦物質不足時發生。
症狀
突然的有痛性痙攣和硬直的產生。體溫比平常高，明顯地流汗。
治療方法
經口注入食鹽水。
熱痙攣通常發生於人類運動後，因為只補充水分但沒有補充電解質的時候，而因低血鈉導致發生部位抽筋，稱為熱抽筋。熱抽筋通常發於人類肩膀和大小腿。治療方法是患者應移到陰涼的地方並替病患補充足夠的水分和電解質。

### 熱射病
热射病属于重度中暑，病患通常會昏迷等意識改變，且會有超過攝氏40℃的體溫。热射病常常附帶無汗症或流很多汗的狀態。

### 熱衰竭
熱衰竭通常因高溫環境熱而產生，並會出現包括肌肉痛、喘氣、全身無力、頭痛頭暈、噁心嘔吐和疲勞等的症狀。治療方法是應移病患到陰涼的地方，並為患者補充足夠水分和電解質。症狀有無力感、全身倦怠、頭痛、噁心、暈眩、虛弱、多汗、體溫正常或稍高，但不會高於40℃，溫度調節中樞也還沒有被破壞。

### 熱昏厥
熱昏厥是人類因天氣熱而導致脫水，並於人類的姿勢產生變化時，因為低血壓而出現較為短暫的昏厥。患者通常會發生短暫的昏厥狀況，但這個狀況只會維持約半分鐘以內，患者就會自然地清醒。出現熱昏厥患者，治療方法是讓患者休息並立刻補充足夠的水分。症狀類似低血壓，主要是因體液分布不均，使腦部血流量不足所引起。

### 熱水腫
症狀通常為下肢水腫，主要是因夏日濕氣過重影響皮膚散熱，體內濕氣過重所引起。

## 預防方法
在活動上要避免在一日中最熱的時間進行戶外活動，並避免進行劇烈活動，若感到不適就要立刻休息。需要經常補充水分，使排尿顏色盡量清澈且味道清淡，也可以喝運動飲料補充電解質及熱量。戶外活動盡可能做好防曬，並穿著排汗效果較佳或顏色較為淺色的衣物。

## 外部連結
- 日本紅十字相關網頁
- 日本體育協会相關網頁（页面存档备份，存于）
- 熱中症